# Церква світла
Церква світла (яп. 茨木春日丘教会) — протестантський храм Об’єднаної Церкви Христа в Японії, в місті Ібаракі, префектура Осака. Зведений у 1987–1989 роках за проектом японського архітектора Тадао Андо.
Бюджет будівництва церкви склав ¥25 млн (бл. €175 000) завдяки пожертвуванням парафіян. Спочатку Андо вирішив, що коштів вистачить лише на зведення покрівлі. Тому на першому етапі він задумав збудувати каплицю просто неба, стіни якої б облямовували небо, а покрівлю можна було б додати через 4 або 5 років, в залежності від подальшого фінансування.
Загальна площа споруди — 113 м². Будівля являє собою бетонний кубічний об'єм: 5,9 м завширшки, 17,7 м завдовжки і 5.9 м заввишки. Будівля пронизується збоку під кутом 15° самонесучою стіною; вона розділяє простір храму на дві частини: основне приміщення і притвор. Аби потрапити з притвору до основного приміщення, потрібно пройти через проріз у стіні. Хрестоподібний проріз, зроблений у протилежній торцевій стіні церкви, вловлює світло, формуючи світловий хрест. Інтер'єр храму нагадує внутрішню частину камери-обскури. Підлога і лави виконані із грубих дерев'яних дощок.
У 1999 році до церкви була прибудована недільна школа. Андо спроектував невелику допоміжну прибудову для занять прихожан храму, що складається із зали, бібліотеки і кухні. Ззовні школа і храм мають схожість форм, втім усередині стіни школи оббиті японською липою; цим самим деревом оброблена шкільні вбудовані меблі із клеєної фанери. Простір школи простий, однак яскраво освітлений.